# ویندلسباخ
ویندلسباخ (به آلمانی: Windelsbach) یک شهر در آلمان است که در آنسباخ واقع شده‌است.